# Strangalia ianswifti
Strangalia ianswifti là một loài bọ cánh cứng trong họ Cerambycidae.